# Jojo's Bizarre Adventure
JoJo's Bizarre Adventure (Japansk: ジョジョの奇妙な冒険 JoJo no Kimyō na Bōken) er en japansk mangaserie skrevet og illustreret af Hirohiko Araki. Serien blev oprindeligt serialiseret i magasinet Weekly Shōnen Jump mellem 1987 og 2004, hvorefer den flyttede over til magasinet Ultra Jump i 2005. Serien er splittet i forskellige dele, som hver fokuserer på en mere eller mindre isoleret historie. Der er til dato blevet produceret otte dele, og ottende del, JoJolion, begyndte at blive serialiseret i 2011. JoJo's Bizarre Adventure er i øjeblikket forlaget Shueishas næststørste mangaserie.

## Handling
JoJo's Bizarre Adventure fortæller forskellige, separate, dog forbundne historier om slægten Joestar, eller personer, som har en vis forbindelse til familien, direkte eller indirekte. Joestarsne er bestemt til at besejre magtfulde, overnaturlige fjender ved hjælp af unikke kræfter, så som Hamon og Stands. Mangaen er opdelt i 8 unikke dele, der hver følger historien forskellige personer, typisk fra Joestar slægten, der uundgåeligt har et navn, der kan forkortes navnet "JoJo". De første seks dele af serien foregår inden for en enkelt kontinuitet, hvorefter del 7 og 8 finder sted i en alternativ kontinuitet.
Del 1: Phantom Blood (ファントムブラッド Fantomu Buraddo)
I 1880'ernes England møder den unge Jonathan Joestar sin nye adoptivbror Dio Brando, som hader Jonathan og ønsker intet andet end at få Jonathan fjernet som arving til Joestar-familiens formue. Da hans forsøg bliver forhindret, forvandler han sig selv til en vampyr gennem en ældgammel Stenmaske. Jonathan, med den italienske Hamon-mester Will A. Zeppeli og den tidligere bandit Robert E.O. Speedwagon ved hans side, bruger sit nyopdagede talent for at kunne bruge Hamon for at stoppe Dio, hvis seværdigheder er sat på intet mindre end verdensdominans.
Del 2: Battle Tendency (戦闘潮流 Sentō Chōryū)
I New York City 1938 har Joseph Joestar, barnebarn til Jonathan Joestar, et naturtalent for at bruge Hamon. Efter at have hørt om Speedwagons formodede død under en udgravning, beslutter Joseph sig for at undersøge, og opdager genoplivelsen Søjlemændene, gamle, menneskelignende væsner med overvældende kræfter, der har forbindelse til Stenmasken. Joseph er sammen med Caesar Zeppeli, Wills barnebarn, og Ceasars lærer Lisa Lisa, som har en mystisk forbindelse til Joseph. De forsøger at stoppe Søjlemændene fra at opnå et mystisk artefakt er i Lisa Lisas besiddelse, der vil give dem sand udødelighed og bringe verdens ende med sig. Joseph må beherske Hamon for at besejre Søjlemændene for at opnå en modgift til et stof, som Søjlemændene implanterede i hans krop.
Del 3: Stardust Crusaders (スターダストクルセイダース Sutādasuto Kuruseidāsu)
I 1989 sætter Jotaro Kujo, en japansk gymnasieelever, sig i fængsel, da han mener, at han er besat af en ond ånd. Hans mor, Holly opfordrer sin far, Joseph Joestar, til komme til Japan for at tale Jotaro til fornuft. Med hjælp fra hans ledsager, den egyptiske spåmand Mohammed Avdol, afslører over for Joseph, at Jotaro faktisk har udviklet en overnaturlig evne kendt som en Stand, der løber i familien familien på grund af en genopstået Dio Brando, som fusionerede sit hovede sammen med Jonathan Joestars hovedløse krop. Efter at have forhindret et mordforsøg fra en anden gymnasieelev, Noriaki Kakyoin, som er blevet trælbundet af Dio, opdager Jotaro og Joseph, at Holly er ved at dø langsomt, som følge af sin egen Stand. Jotaro beslutter sig for at jage Dio, og Joseph fører ham, Avdol og Kakyoin til Ægypten, og ved hjælp af ders Stands, kæmper de mod adsillige Stand-brugere, som prøver at komme dem til livs, inden at Holly dør. Efter kort tid allierer de sig med den franske fægter Jean Pierre Polnareff, der ønsker at hævne sin søsters død.
Del 4: Diamond Is Unbreakable (ダイヤモンドは砕けない Daiyamondo wa Kudakenai)
I den fiktive, japanske by Morioh i 1999 ankommer Jotaro for at fortælle Josuke Higashikata, at han er Joseph Joestars uægte søn og for at advare ham om, at Morioh fyldes op med Stand-brugere. Dette skyldes en mystisk bue og pil, der skænker Stands på dem, der er ramt af pilen. Efter at Josuke hævner sig på den Stand-bruger, der dræbte hans bedstefar, går han med til at hjælpe Jotaro med at lede efter indehaveren af buen og pilen. Yderligere opnår han andre allierede: Koichi Hirose, Josukes ven, der bliver ramt af pilen; Okuyasu Nijimura, hvis bror brugte pilen, indtil han blive dræbt; Rohan Kishibe, en berømt mangakunstner; samt Joseph Joestar, hans hidtil ukendte far. Undervejs håndterer gruppen de adskillige, nye Stand-brugere i hele Morioh, blandt andre flere af Josuke, Koichi og Okuyasus klassekammerater. Til sidst fører en af deres venners død til opdagelsen af, at én af de nye Stand-brugere er seriemorderen, Yoshikage Kira.
Del 5: Golden Wind (黄金の風 Ōgon no Kaze)
I 2001 sender Jotarosin kammerat Koichi Hirose til Napoli for at undersøge Giorno Giovanna, for at se, om drengen har en Stand, og om han er ond. Jotaro har netop opdaget, at han er søn til Dio med Jonathans krop, fra før han led nederlag i Kairo 12 år tidligere. Koichi opdager i sidste ende Giornos Stand og hans ædle mål at reformere en mafiaorganisation indefra, og Jotaro lader fortsætte uden at blande sig. Giorno slutter sig til sidst til Bruno Bucciaratis mafiagruppe kaldet Passione. Derefter fører Giorno så Bruno, Leone Abbacchio, Guido Mista, Narancia Ghirga og Pannacotta Fugo ud på en mission til Capri for at hente Brunos tidligere overordnede formue. Ud over at blive angrebet af rivaliserende mafioso undervejs får de derefter til opgave af mafians boss at eskortere hans datter, Trish Una, gennem hele Italien og beskytte hende mod andre i mafian, der ønsker at bruge hende til at opdage hans identitet.